# 肯特郡旗
肯特郡旗（Flag of Kent）是英國英格蘭肯特郡的旗幟，其圖案設計是紅底上有一匹白馬。肯特郡旗自1605年開始就是肯特郡的標誌，自1933年10月17日開始由肯特郡議會正式使用。